# شارلوت ولاندره
شارلوت ولاندره (فرانسوی: Charlotte Valandrey‎؛ ۲۹ نوامبر ۱۹۶۸ – ۱۳ ژوئیهٔ ۲۰۲۲) بازیگر اهل فرانسه بود. در سال ۱۹۸۶، وی برای ایفای نقش در فیلم بوسه سرخ برنده جایزه خرس نقره‌ای برای بهترین بازیگر زن از جشنواره بین‌المللی فیلم برلین شد.

## جوایز
| سال  | فیلم     | جشنواره                      | رده              | نتیجه | منبع  |
| ---- | -------- | ---------------------------- | ---------------- | ----- | ----- |
| ۱۹۸۶ | بوسه سرخ | جشنواره بین‌المللی فیلم برلین | بهترین بازیگر زن | برنده | [ ۱ ] |